# Narope
Narope é um gênero de borboletas neotropicais da família Nymphalidae, subfamília Satyrinae e tribo Brassolini, nativas do México até a região sul do Brasil e Paraguai; proposto por Henry Doubleday, em 1849, ao classificar a sua espécie-tipo, Narope cyllastros, cujo tipo nomenclatural fora coletado no Pará (Brasil). Este gênero de Brassolini é composto por espécies relativamente pequenas e discretamente marcadas; se assemelhando a folhas secas, em vista inferior, e coloridas em tons de creme, laranja, marrom e amarelo (vide "borboleta-folha"), com ocelos vestigiais. Suas lagartas se alimentam de plantas do gênero Bambusa (família Poaceae: bambu). A lepidopterologista brasileira Mirna Martins Casagrande determinou diversas espécies novas de Narope entre o final do século XX e início do século XXI; nos artigos Espécie nova de Narope do Sul do Brasil (Lepidoptera, Nymphalidae, Brassolinae) (1989), onde determinou Narope guilhermei, e em Naropini Stichel, taxonomia e imaturos (Lepidoptera, Nymphalidae, Brassolinae) (2002); onde incluiu o gênero na tribo Naropini (Stichel, 1925), descrevendo quatro novas espécies. Em 1982 ela já havia determinado o gênero Aponarope para conter sua única espécie: Aponarope sutor (Stichel, 1916) (ex Narope sutor ou Narope pluto). De acordo com seu estudo de 2002, elas são pouco coletadas porque voam no crepúsculo e de forma tão rápida que são de difícil visualização, como sugere a etimologia do nome Narope ("como corredeira"), razão pela qual, nas coleções, encontram-se poucos representantes; com suas espécies habitando a floresta tropical e subtropical úmida e somente encontradas, em áreas abertas, sobre cadáveres ou frutos em decomposição. Durante o dia descansam entre folhas mortas ou em baixa altura, em troncos de árvores; normalmente sendo vistas apenas de madrugada, quando visitam frutos caídos no chão da floresta.

## Espécies, subespécies e nomenclatura vernácula inglesa, localidade-tipo ou distribuição
Informações retiradas da página Butterflies of America; exceto quando indicado.
- Narope albopunctum Stichel, 1904 - Localidade-tipo: Peru
- Narope anartes Hewitson, 1874 - Localidade-tipo: Bolívia
- Narope cauca Casagrande, 2002 - Localidade-tipo: Colômbia
- Narope cyllabarus Westwood, 1851 - Localidade-tipo: Bolívia
- Narope cyllarus Westwood, 1851 - Localidade-tipo: Brasil (Rio de Janeiro)
- Narope cyllastros Doubleday, [1849]* Cyllastros Owlet[14] - Espécie-tipo. Localidade-tipo: Brasil (Pará)
- Narope cyllene C. Felder & R. Felder, 1859* Cyllene Owlet[14] - Localidade-tipo: Brasil(?)
- Narope denticulatus Talbot, 1928 - Localidade-tipo: Brasil (Mato Grosso)
- Narope guilhermei Casagrande, 1989 - Localidade-tipo: Brasil (Santa Catarina)
- Narope marmorata Schaus, 1902 - Localidade-tipo: Bolívia
- Narope minor Casagrande, 2002 Small Owl-Butterfly - Localidade-tipo: sul do México até Guatemala
- Narope nesope Hewitson, 1869 - Localidade-tipo: Equador
- Narope obidos Casagrande, 2002 - Localidade-tipo: Brasil (Pará)
- Narope panniculus Stichel, 1904* Panniculus Owlet[14] - Localidade-tipo: Paraguai
- Narope syllabus Staudinger, 1887 Staudinger's Owlet[13] - Localidade-tipo: Peru

(ssp.): Narope syllabus syllabus Staudinger, 1887 (Peru)
(ssp.): Narope syllabus stygius Staudinger, 1887 (Brasil, Amazonas)
- Narope testacea Godman & Salvin, 1878 Brown Owl-Butterfly - Distribuição: sul de México ao Panamá
- Narope ybyra Casagrande, 2002 - Localidade-tipo: Bolívia

(*) espécies encontradas no território brasileiro, de acordo com o livro Butterflies of Brazil / Borboletas do Brasil, de Haroldo Palo Jr.